# 15-я кавалерийская дивизия (Российская империя)
15-я кавалерийская дивизия — кавалерийское соединение в составе российской императорской армии.
Штаб дивизии: Плоцк. Входила в 15-й армейский корпус.

## История дивизии

### Формирование
- 1891—1918 — 15-я кавалерийская дивизия

### Боевые действия
Дивизия - участница Восточно-Прусской операции 1914 г.
Действовала в Прибалтике весной 1915 г. Участница Митаво-Шавельской операции в июле - начале августа 1915 г.

## Состав дивизии
- 1-я бригада (Плоцк)
  - 15-й драгунский Переяславский Императора Александра III полк
  - 15-й уланский Татарский полк
- 2-я бригада (Плоцк)
  - 15-й гусарский Украинский Е. И. В. Великой Княгини Ксении Александровны полк
  - 3-й Уральский казачий полк
- 10-й конно-артиллерийский дивизион (Плоцк)

## Командование дивизии

### Начальники дивизии
- 23.07.1891 — 28.11.1897 — генерал-майор (с 30.08.1894 генерал-лейтенант) барон Каульбарс, Александр Васильевич
- 03.12.1897 — 31.05.1899 — генерал-майор барон фон Штакельберг, Георгий Карлович
- 17.01.1899 — 14.01.1907 — генерал-майор (с 06.12.1899 генерал-лейтенант) Квитницкий, Эраст Ксенофонтович
- 18.01.1907 — 08.03.1907 — генерал-майор Цуриков, Афанасий Андреевич
- 22.04.1907 — 01.05.1910 — генерал-лейтенант Папа-Афанасопуло, Николай Георгиевич
- 01.05.1910 — 29.07.1915 — генерал-лейтенант Любомиров, Павел Петрович
- 29.07.1915 — 12.09.1915 — генерал-майор Бюнтинг, Алексей Георгиевич
- 12.09.1915 — 21.11.1916 — генерал-майор Абрамов, Фёдор Фёдорович
- 08.12.1916 — xx.xx.1917 — генерал-майор (c 1917 генерал-лейтенант) Мартынов, Анатолий Иванович (командующий)

### Начальники штаба дивизии
- 06.08.1891 — 06.08.1896 — полковник Григорьев, Владимир Николаевич
- 17.08.1896 — 14.07.1897 — полковник Гуков, Яков Николаевич
- 27.07.1897 — 14.09.1897 — полковник Папенгут, Павел Оскарович
- 19.09.1897 — 24.10.1900 — полковник Яковлев, Михаил Григорьевич
- 05.12.1900 — 16.05.1903 — полковник Назаревский, Николай Константинович
- 10.07.1903 — 05.10.1910 — подполковник (с 06.12.1903 полковник) барон Майдель, Владимир Николаевич
- 05.10.1910 — 15.01.1912 — полковник Бурский, Павел Дмитриевич
- 17.04.1912 — 31.03.1914[5] — полковник Хорошхин, Леонид Петрович
- 20.04.1914 — 06.01.1915 — полковник Шнабель, Пётр Фёдорович
- 28.01.1915 — 10.09.1917 — и. д. подполковник (с 06.12.1915 полковник) Хрущёв, Михаил Александрович
- 10.09.1917 — 05.10.1917 —  полковник Корганов (Корганян), Гавриил Григорьевич

### Командиры 1-й бригады
- 30.11.1892 - 02.03.1894 - генерал-майор А.Т.Каншин

- 02.03.1894 - 04.04.1894 - генерал-майор А.Н.Ольхин

- 14.04.1894 — 30.05.1896 — генерал-майор барон Корф, Александр Карлович
- 11.06.1896 — 11.08.1896 — генерал-майор Николаев, Александр Николаевич
- 19.08.1896 — 22.05.1904 — генерал-майор Сыкалов, Евгений Александрович
- 18.06.1904 — 29.01.1913[6] — генерал-майор Коцурик, Владимир Иванович
- 29.01.1913 — 05.03.1915 — генерал-майор Рыжов, Пётр Николаевич
- 05.03.1915 — 22.10.1915 — генерал-майор Каньшин, Пётр Павлович
- 03.11.1915 — после 10.07.1916 — генерал-майор Желтухин, Константин Васильевич

### Командиры 2-й бригады
- 23.07.1891 — 18.03.1897 — генерал-майор Баженов, Пётр Николаевич
- 28.03.1897 — 18.09.1900 — генерал-майор Поздеев, Ипполит Аполлонович
- 01.11.1900 — 20.07.1904 — генерал-майор Телешев, Михаил Николаевич
- 03.09.1904 — 06.02.1907 — генерал-майор барон фон дер Остен-Дризен, Александр Александрович
- 06.02.1907 — 07.04.1907 — генерал-майор Еропкин, Ипполит Алексеевич
- 22.04.1907 — 18.08.1912[7] — генерал-майор Лыщинский, Михаил Анзельмович
- 18.08.1912 — 02.12.1914 — генерал-майор фон Бюнтинг, Алексей Георгиевич
- 02.12.1914 — 25.08.1915 — генерал-майор Фосс, Сергей Францевич
- 25.08.1915 — 26.04.1916 — генерал-майор Нилов, Иван Дмитриевич
- 04.07.1916 — хх.хх.хххх — генерал-майор Гамзагурди, Сергей Львович

### Командиры 10-го конно-артиллерийского дивизиона
Дивизион нового состава был сформирован 7 апреля 1904 г. С 1905 г. дивизион был приписан к 15-й кавалерийской дивизии.
- 03.05.1904 — 22.05.1905 — полковник Жабыко, Виктор Кириллович
- 24.05.1905 — 03.07.1907 — полковник Орановский, Николай Алоизиевич
- 18.07.1907 — 10.01.1908 — полковник Перков, Георгий Петрович
- 28.01.1908 — 01.08.1908 — полковник Григорьев, Иван Прокофьевич
- 25.08.1908 — 04.06.1911 — полковник Белькович, Николай Николаевич
- 04.06.1911 — 27.01.1917 — полковник (с 27.09.1916 генерал-майор) Фиалковский, Николай Николаевич